# Cortex (växtanatomi)
Cortex är en vävnad som återfinns under epidermis och över endodermis i växtens stam eller rot. Cortex har en stödjande funktion och stärker växten. Den är en cellstruktur som har lite eller ingen variation. 
Den cortex som finns i växternas stammar består av kollenkym och parenkymceller. När växten mognar innehåller strukturen även kloroplaster. Genom att avskilja transportvävnader och epidermis från varandra skyddar strukturen växtens inre. 
Cortex som finns i rötter bidrar med transport av vätska och näring till rotens inre delar genom diffusion. Här förekommer andra funktioner, vävnaden kan lagra stärkelse som näringsreserver för växten. 
I vedartade plantor utvecklas denna vävnad till en porös struktur med många luftfickor som skapas när cortex slits sönder när växten åldras, och både det primära och sekundära xylemet växer och ökar trycket inne i stammen. Cortex närmast epidermis producerar korkceller. Därför består bark av bland annat cortex, men även kork och floem. Cortex utgör en betydande andel av barken på vuxna träd. 